# Sordana sordella
Sordana sordella är en insektsart som beskrevs av Delong 1976. Sordana sordella ingår i släktet Sordana och familjen dvärgstritar. Inga underarter finns listade i Catalogue of Life.